# لا روكا دي لا سايرا
بلدية لا روكا دي لا سايرا (بالإسبانية: La Roca de la Sierra)‏, هي إحدى بلديات مقاطعة بطليوس, التي تقع في منطقة إكستريمادورا, والتي تقع في غرب إسبانيا.
يبلغ عدد سكانها 1.590 نسمة وفقاً لإحصائية سنة (2002).